# Ben Berlin
Hermann Bernhard Biek (in het Russisch Герман Леопольдович Бик, German Leopoldovitsj Bik; artiestennaam Ben Berlin; Reval (sinds 1918 Tallinn) in het Gouvernement Estland, 23 september 1896 - Londen, 1944) was een Estische klassieke pianist, jazz-pianist, orkestleider en componist. Hij was een van de eersten die met jazz succes had in Duitsland.

## Biografie
Biek, de zoon van een joodse boekbinder en zakenman, trad als jongen al op als pianist. Hij studeerde in 1919 af aan het conservatorium in Sint-Petersburg (piano, compositie en dirigeren), waar ook zijn latere vrouw Vera student was. Vanwege de Russische Revolutie keerde het echtpaar rond 1920 terug naar Tallinn, waar de twee componeerden en als pianist optraden. In 1925 verhuisde het gezin naar Berlijn, waar Biek werd aangesteld als muzikaal leider, huispianist en arrangeur bij platenmaatschappij Vox. Hij arrangeerde plaatopnames van het symfonische jazzorkest van Georges Boulanger (1926-1928). In 1928 maakte hij voor Deutsche Grammophon (DG) zijn eerste opnames, als pianist (solo) en met zijn Ben Berlin Tanzorchester. In de jaren erna nam hij de hits van die tijd op en jazznummers, met musici als Louis de Vries, Bobby Zillner, Henri van de Bossche, Teddy Kline, Billy Barton, Jack de Vries, Rene Weiss en Charlie Schaefer. De opnames waren zeer succesvol en verschenen ook in andere Europese landen (bij Polydor) en in Zuid-Amerika. Hij werd muzikaal leider bij Deutsche Grammophon en schreef voor de firma arrangementen. In 1928 nam hij verschillende jazzstandards op, waarbij hij improviseerde, ook maakte hij platen met de pianist Dr. Kaper. Eind jaren twintig nam hij zo'n negentig jazznummers op, waarna zijn opnames aan jazz inboetten. In 1931 werd zijn contract bij DG niet verlengd, wel speelde hij dat jaar in enkele films, waaronder "Wien, du Stadt der Lieder". Nadat de Nazi's in 1933 de macht grepen, emigreerde Berlin naar Nederland om na een verblijf in Oostenrijk en Parijs in 1935 in Londen te belanden. Hij werkte bij de BBC als leider van de muzikale uitzendingen en componeerde onder zijn geboortenaam Biek.
Hij overleed in Londen op 44-jarige leeftijd aan zijn schrijftafel. Zijn vrouw Vera, die pianoles heeft gegeven aan onder meer Peter Ustinov, overleed in Londen in 1982.
Hermann Biek is de oom van architect Peter Biek.
- Gemeinsame Normdatei: 1061731308
- Virtual International Authority File: 311651052
- WorldCat: E39PBJgX9x6m6xGwDdkxhHkMT3